# Liste der salvadorianischen Botschafter in China
Die Botschaft befindet sich in der 9, Lane 62, Tianmu West Road, Taipeh.
Die Regierung von El Salvador gehört zu den 23 Völkerrechtssubjekten, die diplomatische Beziehungen mit der Regierung in Taipeh unterhalten.
2008 schlossen die beiden Regierungen ein Freihandelsabkommen.
| Ernennung/Akkreditierung | Botschafter                       | Bemerkungen | ernannt von                | akkreditiert während der Regierung von | Posten verlassen |
| ------------------------ | --------------------------------- | --- | -------------------------- | -------------------------------------- | ---------------- |
| 27. Juni 1965            | Walter Beneke Medina              | Sitz in Tokio, (* 31. Mai 1930 in San Salvador; † 27. April 1980 ebenda), 19. Okt. 1971 – 19. Juli 1972 Außenminister, als solcher besuchte er vom 1. bis 5. November 1971 Peking und war anschließend wieder Botschafter in Taipeh mit Sitz in Tokio | Eusebio Rodolfo Cordón Cea | Yen Chia-kan                           | 1976             |
| 12. Sep. 1977            | José Dolores Gerardo Herrera      | Sitz Taipei, El Salvador’s 1st resident ambassador, arrived to assume his duties. 19 1984 Chief of the diplomatic corps | Carlos Humberto Romero     | Chiang Ching-kuo                       | 24. Jan. 1985    |
| 31. März 1986            | Francisco Ricardo Santana Berríos | [ 3 ] | José Napoleón Duarte       | Yu Kuo-hwa                             | 1988             |
| 1989                     | David Ernesto Panama Sandoval     | | Alfredo Cristiani Burkard  | Lee Huan                               | 1999             |
| 2000                     | Francisco Ricardo Santana Berríos | [ 4 ] | Francisco Flores Pérez     | Tang Fei                               | 10. März 2010    |
| 5. Aug. 2010             | Marta Chang de Tsien              | [ 5 ] | Mauricio Funes             | Wu Den-yih                             | 9. Jan. 2018     |
| 24. Sep. 2018            | Walter Durán Martínez             | [ 6 ] | Salvador Sánchez Cerén     | Li Keqiang                             |                  |